# La nave di Teseo
La nave di Teseo è una casa editrice italiana di narrativa, saggistica e poesia con sede a Milano, fondata nel novembre 2015 da Umberto Eco, Elisabetta Sgarbi, Mario Andreose, Eugenio Lio e altri scrittori italiani.

## Storia
La casa editrice è stata fondata nel novembre 2015, in seguito alla vendita, da parte di RCS Mediagroup, di una serie di case editrici al Gruppo Mondadori. Tra esse era compresa la Bompiani. Un gruppo di personalità della Bompiani, guidato da Umberto Eco e comprendente anche la direttrice editoriale Elisabetta Sgarbi e Mario Andreose, insieme a diversi autori di spicco, si è separato dalla casa editrice milanese.
 
A distanza di pochi mesi, nel marzo 2016, l'Autorità antitrust ha imposto al Gruppo Mondadori la cessione della Bompiani, ma ormai i fuoriusciti avevano già costituito «La nave di Teseo». 
Nel successivo settembre la Bompiani viene acquisita da Giunti Editore, malgrado il tentativo di Elisabetta Sgarbi di rilevarla e di riunire i cataloghi dei suoi autori.
Per la casa editrice (due legni arcuati all'insù come simbolo), pubblicarono fin dalla fondazione, oltre al co-fondatore Umberto Eco, anche Sandro Veronesi, Tahar Ben Jelloun, Edoardo Nesi, Furio Colombo, Sergio Claudio Perroni, Nicla Jegher e il marito Jean-Claude Fasquelle, Nuccio Ordine, Mario Andreose e Mauro Covacich.
Nel 2016 viene pubblicato Bandiere Nere. La nascita dell'ISIS di Joby Warrick, vincitore nello stesso anno del Premio Pulitzer per la saggistica.
Nel giugno 2017 acquisì il controllo della Baldini & Castoldi, rilevandone il 95% del capitale sociale e ricapitalizzandola con risorse proprie.
Tra le prime edizioni pubblicate vi sono La città interiore di Mauro Covacich, vincitore "Premio Giuria Popolare" nell'edizione 2017 del Premio letterario Latisana per il Nord-Est e, nello stesso anno, quarto classificato al Premio Campiello, La femmina nuda di Elena Stancanelli, tra i finalisti all'edizione 2016 del Premio Strega e vincitore del Premio Vittoriano Esposito, e Contro l'odio di Carolin Emcke, vincitrice nel 2016 del Friedenspreis des Deutschen Buchhandels (Premio della Pace dei librai tedeschi).
Nel 2017 viene pubblicato Sfrattati, libro grazie al quale Matthew Desmond ha vinto il Premio Pulitzer per la saggistica nello stesso anno. Nei tre anni successivi la circostanza si ripete con il romanzo Less di Andrew Sean Greer (Premio Pulitzer per la narrativa 2018), il romanzo Il sussurro del mondo di Richard Powers (Premio Pulitzer per la narrativa 2019) e Non morire di Anne Boyer (Premio Pulitzer per la saggistica 2020).
Nel 2019 la casa editrice ha pubblicato, tra i molti titoli, il romanzo di Claudia Durastanti La straniera, finalista all'edizione 2019 del Premio Strega e vincitore del Premio Strega Off, del Premio Pozzale Luigi Russo e del Premio Sila '49, nelle rose finali anche del Premio Alassio Centolibri, del Premio Viareggio e del Premio Stresa.
Pubblicazioni rilevanti sono state anche il romanzo Il gioco di Santa Oca di Laura Pariani, finalista al Premio Campiello, e il nuovo romanzo di Sandro Veronesi Il colibrì, nominato "Libro del 2019" nella Classifica di qualità del periodico La Lettura del Corriere della Sera e vincitore del Premio Strega 2020.
Nel corso del 2020 tre autori della casa editrice hanno ricevuto premi prestigiosi: Giulio Ferroni, critico e accademico, ha vinto con il libro L'Italia di Dante. Viaggio nel paese della Commedia, il Premio Viareggio (sezione Saggistica) e il Premio Mondello (sezione Opera critica); Amin Maalouf ha vinto il Premio Terzani con il saggio Il naufragio delle civiltà; Claudio Magris ha ricevuto il Premio MARetica con Polene. Gli occhi del mare.